# Kabupaten de Jember
Le kabupaten de Jember, en indonésien Kabupaten Jember, est un kabupaten d'Indonésie situé dans la province de Java oriental.

## Géographie
Le kabupaten de Jember est bordé :
- Au nord, par ceux de Probolinggo, Situbondo et Bondowoso,
- À l'est, par celui de Banyuwangi,
- Au sud, par l'océan Indien et
- À l'ouest, par le kabupaten de Lumajang.

## Population
Les deux principaux groupes habitant le kabupaten sont les Javanais et les Madurais.

## Histoire
Le gouvernement colonial hollandais crée le kepatihan de Jember en 1883. Il l'élève à la dignité de regentschap en 1928.

## Économie
Jember est connue pour ses plantations de tabac.

## Transport
Le train "Pandanwangi" assure la navette entre les villes de Jember et Banyuwangi.

### Plages

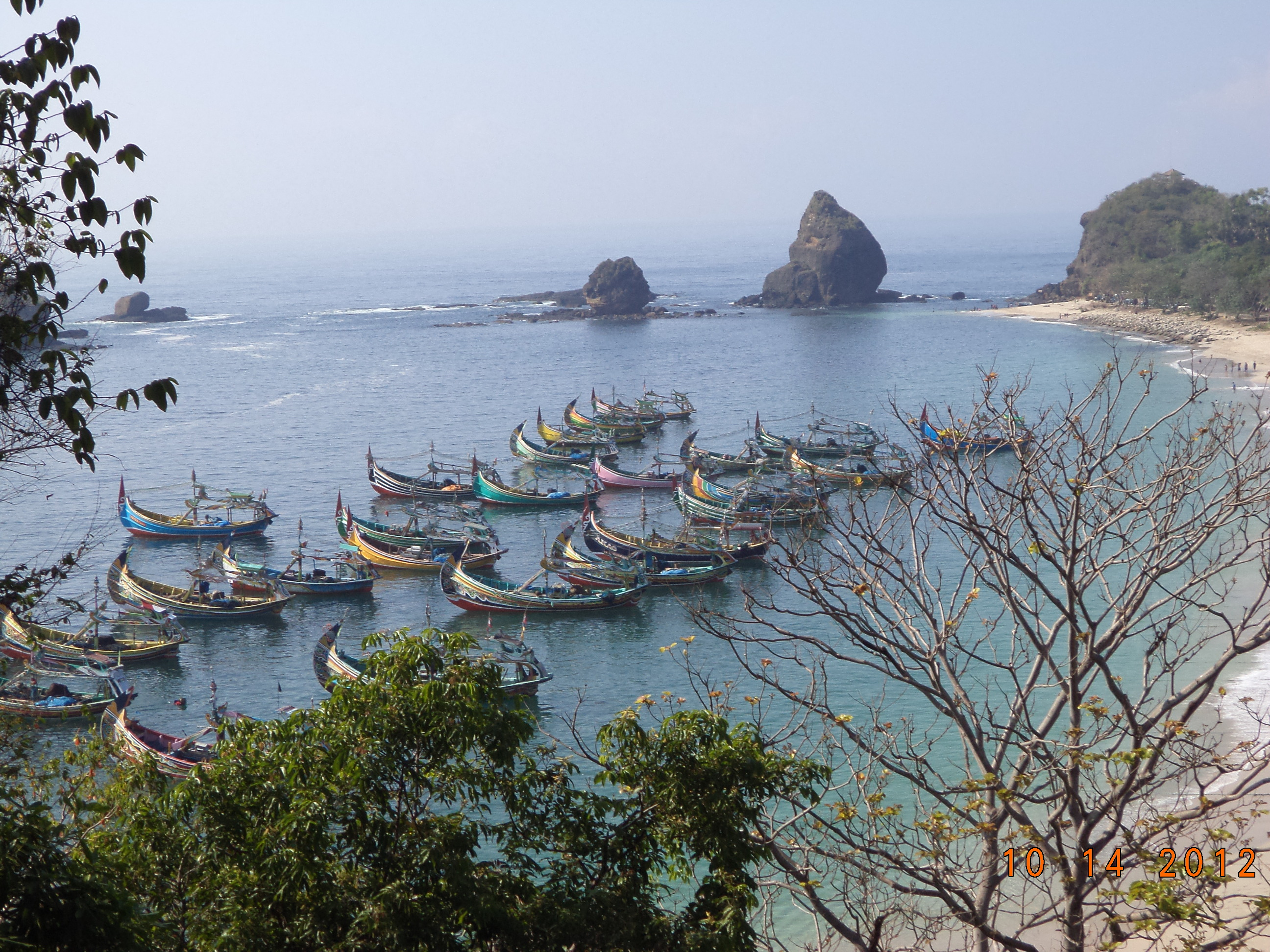
La plage de Pasir Putih Malikan ou "Papuma"

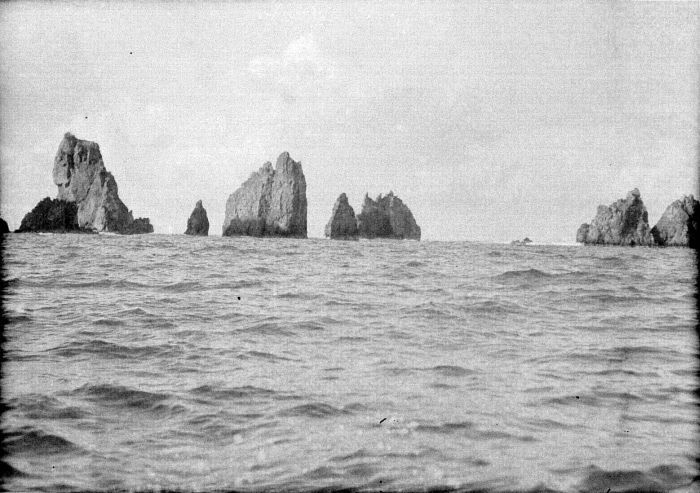
Îlots rocheux à Watu Ulo

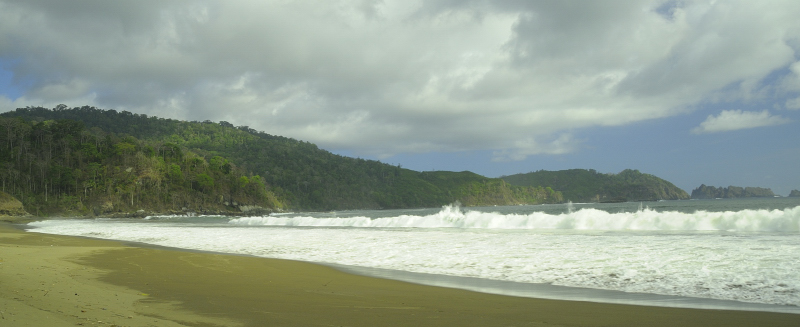
La plage de Bande Alit dans le parc national de Meru Betiri

### Le jardin botanique de Sukorambi

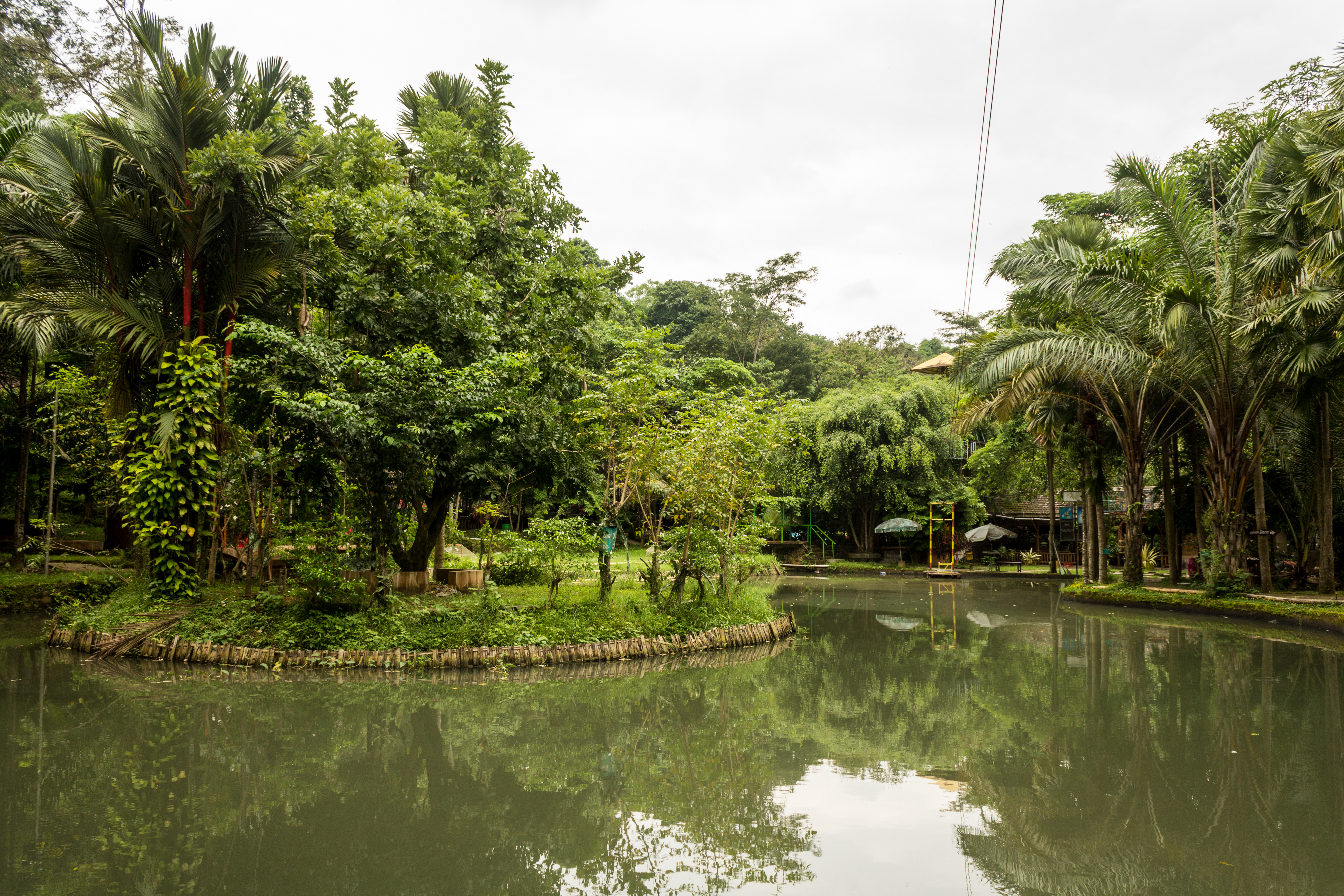
Le jardin botanique de Sukorambi

## Tourisme

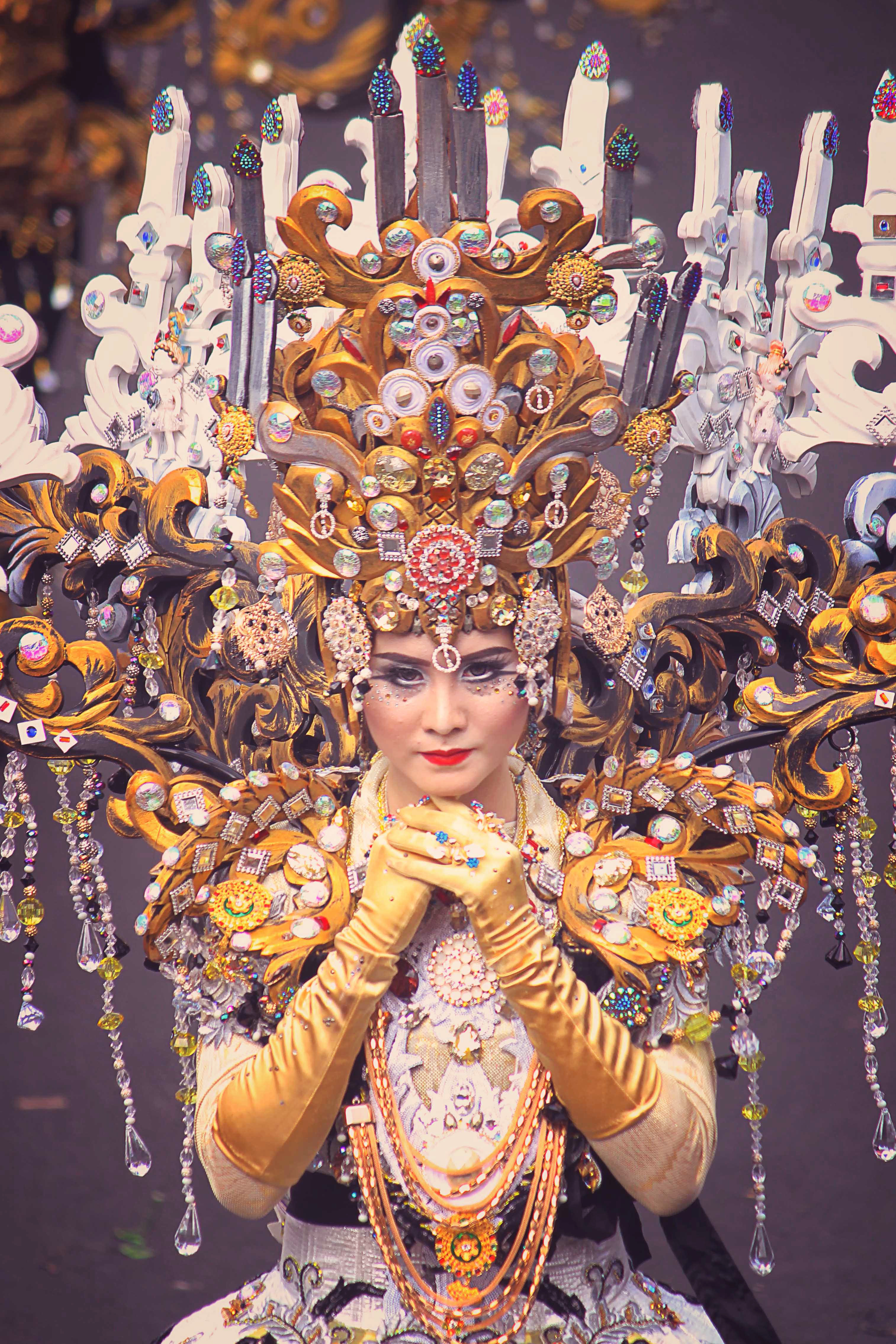
Le Festival de la Mode de Jember en 2016

### Archéologie
- Le temple de Deres est situé à 40 km au sud de Jember.

Source : Site de M. Rojo

### La tradition duLarung Sesaji
La plage de Puger, à 36 km au sud-ouest de Jember, est un lieu de vente de poisson à la criée. On peut y admirer les bateaux traditionnels perahu.
Chaque année, le 1er du mois javanais de Suro (1er de Muharram dans le calendrier musulman), les habitants de la région organisent une cérémonie d'offrande ou larung sesaji sur la plage. Les pêcheurs jettent alors un cône de riz à la mer.
Une autre plage est celle de Kucur. On peut y observer des singes, attirés par les fruits et la nourriture qu'on leur apporte. Selon une croyance locale, tuer un singe porte malheur.